# Међеђак
Међеђак је насељено мјесто у саставу општине Плашки, у Лици, Карловачка жупанија, Република Хрватска.

## Географија
Међеђак је удаљен око 3 км сјеверозападно од Плашког.

## Историја
До територијалне реорганизације у Хрватској налазио се у саставу бивше велике општине Огулин. Међеђак се од распада Југославије до августа 1995. године налазио у Републици Српској Крајини.

## Становништво
Насеље је према попису становништва из 2011. године имало 100 становника.

### Број становника по пописима
| Националност   | 2001. | 1991. | 1981. | 1971. | 1961. | 1953. | 1948. | 1931. | 1921. | 1910. | 1900. | 1890. | 1880. | 1869. | 1857. |
| бр. становника | 124   | 211   | 256   | 365   | 340   | 421   | 504   | 580   | 556   | 562   | 630   | 611   | 524   | 625   | 548   |

- напомене:

У 1857. исказано под именом Медвеђашће.

### Национални састав
| Националност       | 2001.       | 1991.        | 1981.        | 1971.        | 1961.        |
| Хрвати             | 60 (48,38%) | 6 (2,84%)    | 2 (0,78%)    | 3 (0,82%)    | 1 (0,29%)    |
| Срби               | 56 (45,16%) | 203 (96,20%) | 243 (94,92%) | 349 (95,61%) | 338 (99,41%) |
| Југословени        | —           | 1 (0,47%)    | 11 (4,29%)   | 4 (1,09%)    | 0            |
| остали и непознато | 8 (6,45%)   | 1 (0,47%)    | 0            | 9 (2,46%)    | 1 (0,29%)    |
| Укупно             | 124         | 211          | 256          | 365          | 340          |

## Попис 1991.
На попису становништва 1991. године, насељено место Међеђак је имало 211 становника, следећег националног састава:
| Попис 1991.‍  | Попис 1991.‍  | Попис 1991.‍ | Попис 1991.‍ | Попис 1991.‍ |
| ------------ | ------------ | ----------- | ----------- | ----------- |
|              |              |             |             |             |
| Срби         | Срби         |             | 203         | 96,20%      |
| Хрвати       | Хрвати       |             | 6           | 2,84%       |
| Југословени  | Југословени  |             | 1           | 0,47%       |
| неопредељени | неопредељени |             | 1           | 0,47%       |
| укупно: 211  |              |             |             |             |